# چیزی که بهش احتیاج داری (ترانه دان تالیور)
«چیزی که بهش احتیاج داری» (به انگلیسی: What You Need) ترانه‌ای از رپر و خوانندهٔ آمریکایی دان تالیور می‌باشد که در ۴ مهٔ سال ۲۰۲۱ از سوی کاکتوس جک رکوردز، آتلانتیک رکوردز و وی ران ایت انترتینمنت به‌عنوان تک‌آهنگ اصلی دومین آلبوم استودیویی وی تحت عنوان زندگی یک دان منتشر گردید.